# Скрябин, Константин Иванович

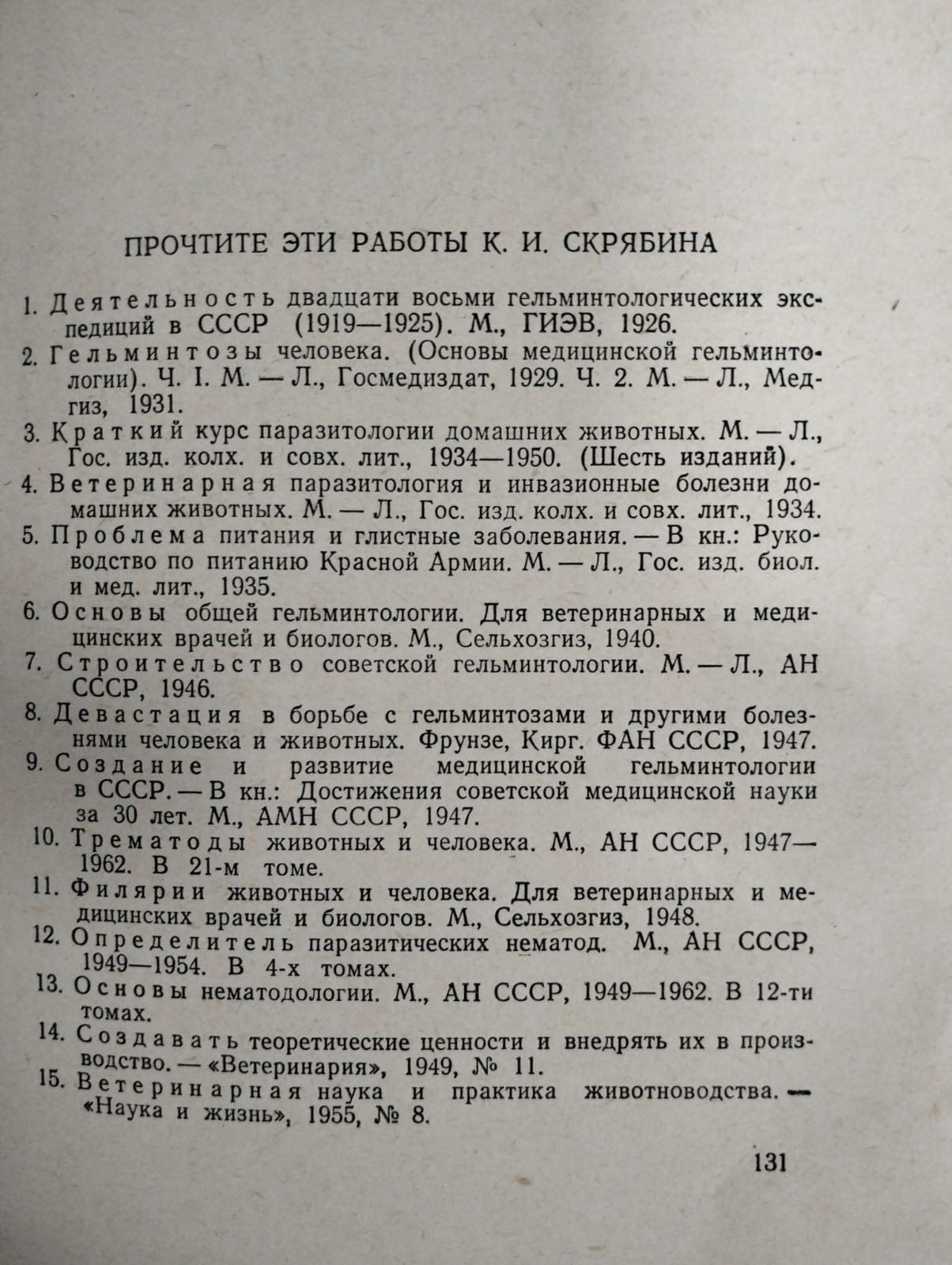
БИБЛИОГРАФИЯ ранних работ Скрябина К.И. по книге Марка Поповского

Константи́н Ива́нович Скря́бин (25 ноября [7 декабря] 1878, Санкт-Петербург — 17 октября 1972, Москва) — русский и советский биолог, основатель отечественной гельминтологической науки. Академик АН СССР, ВАСХНИЛ и АМН СССР. Герой Социалистического Труда, лауреат Ленинской и Сталинских (дважды) премий. Кавалер шести орденов Ленина.

## Биография
Родился 25 ноября (7 декабря) 1878 года в Санкт-Петербурге. Русский. В 1905 году окончил Юрьевский ветеринарный институт. С 1907 по 1911 год работал ветеринарным врачом в Средней Азии в городе Аулие-Ата (ныне Тараз), а затем до 1917 — в Петербурге.
В 1917—1920 годах работал профессором Донского ветеринарного института (Новочеркасск).
В 1920 году переехал в Москву, где с 1920 по 1931 год работал в Государственном институте экспериментальной ветеринарии (ныне Всероссийский научно-исследовательский институт экспериментальной ветеринарии имени Я. Р. Коваленко РАСХН), руководил там созданным им же гельминтологическим отделом.
В 1931 году отдел был преобразован во Всесоюзный институт гельминтологии (сейчас Всероссийский научно-исследовательский институт гельминтологии), директором которого Скрябин был до 1957 года.
В 1920 году основал кафедру паразитологии — и с того же времени (до 1964 года) заведовал ею — в Московском ветеринарном институте (ныне Московская государственная академия ветеринарной медицины и биотехнологий), а также в 1921—1949 годах — гельминтологическим отделом Тропического института (сейчас Институт медицинской паразитологии и тропической медицины имени Е. И. Марциновского).
29 января 1939 года К. И. Скрябин выбран академиком АН СССР в отделение математических и естественных наук по специальности «Гельминтология, общая ветеринария». Действительный член ВАСХНИЛ (1935) и АМН СССР (1944).
В 1940 году Скрябин возглавил организованное по его инициативе Всесоюзное (сейчас Всероссийское) общество гельминтологов. В 1942 году стал директором Лаборатории гельминтологии АН СССР (сейчас Институт паразитологии РАН), а в 1956—1961 годах был вице-президентом ВАСХНИЛ.
К. И. Скрябин являлся членом ряда иностранных академий и научных обществ: действительным членом Гельминтологического общества США (1928), членом Лондонского королевского зоологического общества (1928), почетным членом Американского общества паразитологов (1930), членом Ветеринарной академии Франции (1946), членом Германской академии естествоиспытателей «Леопольдина» (1956), почетным членом Польского паразитологического общества (1956), почетным членом Академии сельскохозяйственных наук Польши (1957), почетным членом Общества тропической медицины Бельгии (1958), почетным членом Гельминтологического и членом-корреспондентом Зоологического обществ Индии (1958), иностранным членом Болгарской академии наук (1958), иностранным членом Польской академии наук (1959), членом-корреспондентом Югославской академии наук и искусств (1959), почетным доктором наук Берлинского университета им. Гумбольта (1960), почетным членом Венгерской академии наук (1960), действительным членом Чехословацкой академии наук (1960), почетным доктором Будапештского ветеринарного университета (1962), членом Сербской академии наук и услуг (1965), почетным доктором наук Высшей школы земледелия и лесного хозяйства в Брно (1965).
Депутат ВС СССР 2—3 созывов (1946—1954).
Скончался 17 октября 1972 года. Похоронен в Москве на Новодевичьем кладбище (участок № 7).

## Семья
- Жена: Елизавета Михайловна Скрябина (ур. Кутателадзе) (1884—1978).
- Сын: Г. К. Скрябин — микробиолог и биохимик, академик АН СССР, главный учёный секретарь Президиума АН СССР.
- Внук: К. Г. Скрябин — учёный в области молекулярной биологии, генетической инженерии и биотехнологии, академик РАН и РАСХН.

## Область исследований
Область исследований — морфология, биология, филогения, систематика, экология, эпизоотология и эпидемиология гельминтозов. Под руководством К. И. Скрябина было проведено более 300 экспедиций, результаты этих исследований имели большое значение для изучения гельминтофауны человека и животных, а также в разработке комплекса плановых оздоровительных мероприятий в медицине и ветеринарии. Скрябин открыл и описал свыше 200 новых видов гельминтов, дал обоснование 120 родам гельминтов, ввёл научные понятия:
- дополнительные и резервуарные хозяева,
- транзитный паразитизм,
- симбиопаразитизм,
- биогельминтоз,
- геогельминтоз.

## Награды и премии
- заслуженный деятель науки РСФСР (1927)[6]
- заслуженный деятель науки Киргизской ССР (1945)[6]
- заслуженный деятель науки Узбекской ССР (1968)[6]
- Ленинская премия (1957) — за научный труд в 12 томах «Трематоды животных и человека» (1947—1956)
- Сталинская премия I степени (13 марта 1941) — за научные работы по ветеринарной и медицинской гельминтологии: «Гельминтозы крупного рогатого скота и его молодняка» (1937), «Основы общей гельминтологии» (1940)
- Сталинская премия I степени (1950) — за 3—томный научный труд «Трематоды животных и человека» (1947—1949)
- Золотая медаль имени И. И. Мечникова (1949) — за совокупность выдающихся исследований и работ в области гельминтологии
- Герой Социалистического Труда (6 декабря 1958)
- шесть орденов Ленина:
  - 22 февраля 1936 — в числе «сельскохозяйственных ученых и практиков, двинувших вперёд животноводческую науку»
  - 27 октября 1949
  - 19 сентября 1953
  - 6 декабря 1953 — за выдающиеся заслуги в области науки и в связи с 75-летием
  - 6 декабря 1958 — к званию Герой Социалистического Труда
  - 4 декабря 1968
- три ордена Трудового Красного Знамени (10 июня 1945; 10 сентября 1945; 31 января 1951)
- орден Красной Звезды (28 февраля 1946)
- медали
- орден Георгия Димитрова (Болгария)
- орден «Кирилл и Мефодий» I степени (Болгария)

## Память

могила на Новодевичьем кладбище.

- В 1945 году (при жизни) имя К. И. Скрябина было присвоено Киргизскому СХИ (ныне Кыргызская аграрная академия имени К. И. Скрябина).
- С 1939 года имя К. И. Скрябина носит Всероссийский научно-исследовательский институт гельминтологии (ныне ФГБНУ «Федеральный научный центр — Всероссийский научно-исследовательский институт экспериментальной ветеринарии имени К. И. Скрябина и Я. Р. Коваленко Российской академии наук»).
- С 1973 года имя К. И. Скрябина носит Московская государственная академия ветеринарной медицины и биотехнологий.
- Общество гельминтологов имени К. И. Скрябина (Россия).
- В 1973 году учреждена золотая медаль имени К. И. Скрябина, присуждаемая ВАСХНИЛ (с 1992 г. — РАСХН) за выдающиеся научные работы и открытия в области ветеринарии.
- В 1978 году издан художественный маркированный конверт, посвященный академику.
- В Москве в Кузьминках есть улица Академика Скрябина.
- В Астане есть бульвар Академика К. Скрябина.
- В Бишкеке есть улица имени Скрябина.
- В Бишкеке напротив Кыргызской аграрной академии имени Скрябина установлен памятник.
- В городе Новомиргород Кировоградской области Украины на территории ветеринарной больницы находится памятник Скрябину[укр.].
- В городе Тараз (в годы работы Аулие-Ата, затем Джамбул) напротив дома музея К. И. Скрябина, где С 1907 по 1911 год жил и работал ветеринарным врачом установлен бюст.

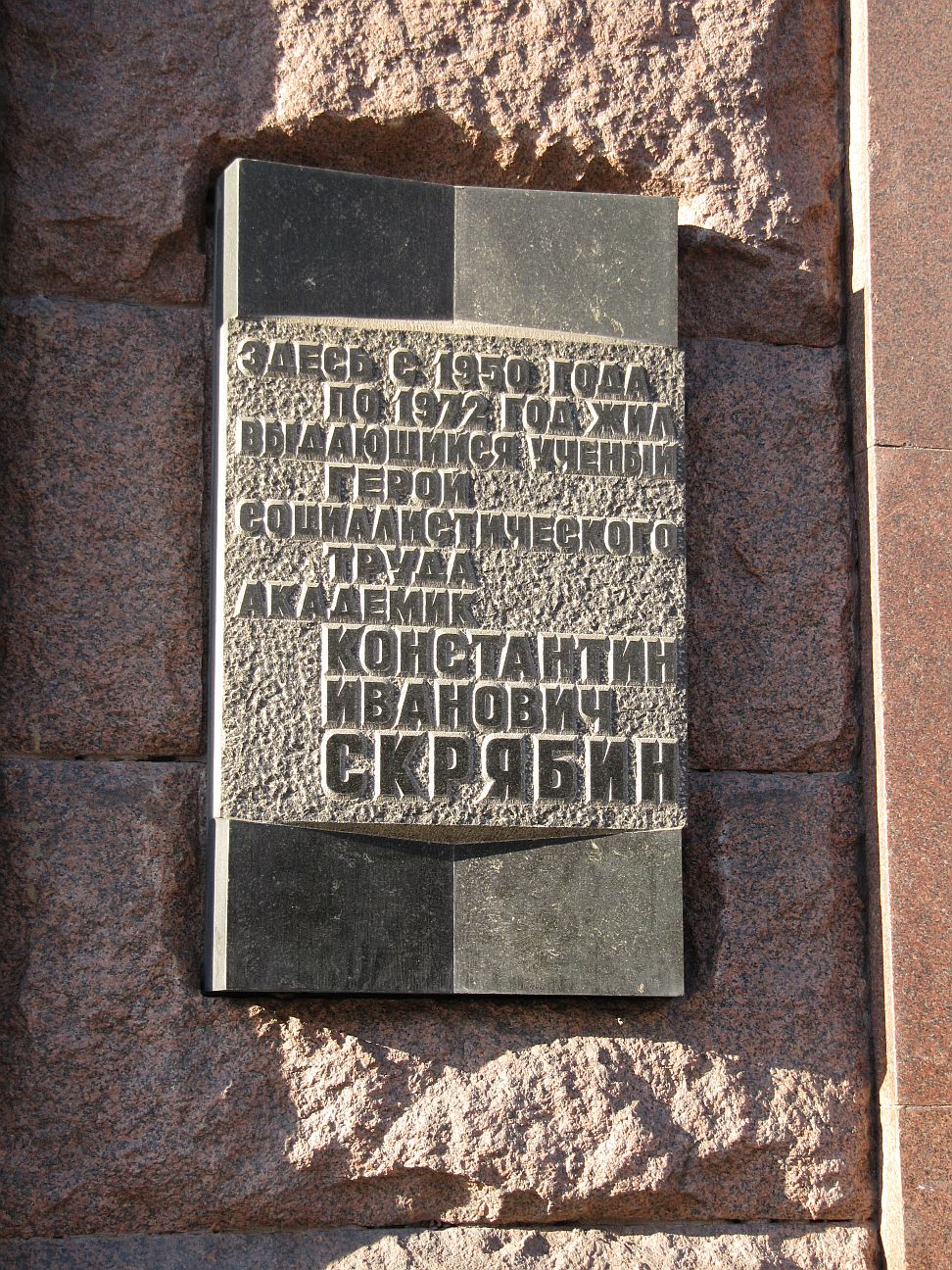
Константин Иванович жил здесь с 1950 по 1972 год. Москва, Тверская ул., 9
Доска на здании ВИЭВ в Кузьминках

## Список таксонов, названных в честь К. И. Скрябина
В честь К. И. Скрябина названо более 200 таксонов животных (в основном — гельминтов), в том числе более 40 родов:
- Skrjabinella
- Skrjabinodentus
- Skrjabinocercella
- Skrjabinoeces
- Skrjabinostrongylus
- Skrjabinobilharzia
- Skrjabinobronema
- Skrjabinocapillaria
- Skrjabinocara
- Skrjabinocerca
- Skrjabinocercella
- Skrjabinocerina
- Skrjabinochona
- Skrjabinochora
- Skrjabinocladorchis
- Skrjabinoclava
- Skrjabinocoelum
- Skrjabinocta
- Skrjabinodendrium
- Skrjabinodera
- Skrjabinodon
- Skrjabinoeces
- Skrjabinofilaria
- Skrjabinolecithum
- Skrjabinomermis
- Skrjabinomerus
- Skrjabinonchus
- Skrjabinoparaksis
- Skrjabinophora
- Skrjabinophyetus
- Skrjabinoplagiorchis
- Skrjabinoporus
- Skrjabinopsolus
- Skrjabinoptera
- Skrjabinorhynchus
- Skrjabinosomum
- Skrjabinostrongylus
- Skrjabinotaenia
- Skrjabinotaurus
- Skrjabinotrema
- Skrjabinovermis
- Skrjabinozoum